# 日本スポーツ歯科医学会
一般社団法人日本スポーツ歯科医学会（にほんスポーツしかいがっかい、Japanese Academy of Sports Dentistry;JASD）とは、スポーツ歯学を中心とした学問を取り扱う専門学術団体の一つである。日本歯科医学会の認定分科会。

## 概要
1990年スポーツ歯学研究会として発足。1994年日本スポーツ歯学研究会に、2000年に日本スポーツ歯科医学会と改称した。2011年3月31日現在正会員数1,026名。2012年現在理事長は安井利一。

## 総会
- 年1回

## 本部事務局
- 〒170-0003　東京都豊島区駒込1-43-9　駒込TSビル3F 財団法人口腔保健協会

## 学会誌
- 『スポーツ歯学』年2回発刊 （ISSN:1344-140X）

## 専門認定
- 歯科医師
  - 日本スポーツ歯科医学会認定医
  - 日本スポーツ歯科医学会認定マウスガードテクニカルインストラクター
- 歯科技工士
  - 日本スポーツ歯科医学会認定マウスガードテクニカルインストラクター
- 歯科衛生士
  - 日本スポーツ歯科医学会認定スポーツデンタルハイジニスト

## 大会等
| 年     | 月日          | 名称                                       | 会長       | 会場                                   | テーマ                                                           | 参加者数第19回日本スポーツ歯科医学会総会・学術大会 | 備考  |
| ------ | ------------- | ------------------------------------------ | ---------- | -------------------------------------- | ---------------------------------------------------------------- | -------------------------------------------------- | ----- |
| 2008年 | 7月12日〜13日 | 第19回日本スポーツ歯科医学会総会・学術大会 | 戸塚靖則   | 北海道歯科医師会館                     | スポーツを通じて学ぶ歯とからだの健康                             |                                                    | [ 3 ] |
| 2009年 | 7月4日〜5日   | 第20回日本スポーツ歯科医学会総会・学術大会 | 安井利一   | 大宮ソニックシティ                     | スポーツ歯科医学のストラテジー -第20回大会を迎えて-              |                                                    | [ 4 ] |
| 2010年 | 7月10日〜11日 | 第21回日本スポーツ歯科医学会学術大会・総会 | 本田武司   | 福岡県歯科医師会館                     | スポーツ外傷の予防と治療                                         |                                                    | [ 5 ] |
| 2011年 | 6月25日〜26日 | 第22回日本スポーツ歯科医学会学術大会・総会 | 川良美佐雄 | 千葉市文化センター                     | 生き生きスポーツライフ -日本のスポーツを歯で支えよう-            |                                                    | [ 6 ] |
| 2012年 | 7月14日〜15日 | 第23回日本スポーツ歯科医学会学術大会・総会 | 鷹股哲也   | ホクト文化ホール                       | さわやか信州、のびのび運動 -アジアのスポーツ歯科事情-            |                                                    | [ 7 ] |
| 2013年 | 6月29日〜30日 | 第24回日本スポーツ歯科医学会学術大会・総会 | 石上惠一   | 国立オリンピック記念青少年総合センター | スポーツ基本法・スポーツ宣言日本におけるスポーツ歯科医学の使命！ |                                                    | [ 8 ] |
| 2014年 | 6月28日〜29日 | 第25回日本スポーツ歯科医学会学術大会・総会 | 前田芳信   | 千里ライフサイエンスセンター           | 今できること スポーツ歯学に、そして未来                          |                                                    | [ 9 ] |

## 加盟団体
- 日本歯科医学会 2009年より認定分科会。[10]
- 日本歯学系学会協議会